# Archéparchie de Damas des Maronites
L'archéparchie de Damas des Maronites (en latin : Archéparchie Maronitarum Damascena) est un siège de l'Église maronite en Syrie. En 2016, il y avait 15 000 baptisés. 

## Territoire
L'archiéparchie comprend la ville de Damas, où se trouve la cathédrale maronite de Damas. 
Le territoire est divisé en neuf paroisses. 

## Histoire
L'histoire de l'archiéparchie a commencé en 1527. 
L'archiéparchie a été érigée canoniquement au synode maronite du Mont-Liban en 1736. 
Dans la nuit du 9 au 10 juillet 1860, les Druzes, qui n'acceptèrent pas la liberté de culte accordée aux chrétiens par le sultan ottoman, tuèrent à Damas un groupe de onze missionnaires franciscains et fidèles laïcs de l'Église maronite, connus comme les martyrs de Damas ; ils ont été béatifiés par le pape Pie XI le 10 octobre 1926,.

## Liste des évêques et archevêques
- Antonios † (1523-1529)
- Gergis al-Ihdini (1529-1562)
- Giorgio Salomo al-Qubursi, OSA † (13 mars 1560-1574 décédé)
- Youssef Girgis al-Basluqiti † (1577-1580 décédé)
- Yusuf Musa al-Rizzi (1595-1597) nommé patriarche d'Antioche
- Sarkis Risio ou Rizzi † (1608-1638 décédé)
- Yusuf Umaymah al-Karmsaddani (1644-1653)
- Yaqub al-Rami (1653-1658)
- Sarkis Al Jamri † (1658-1668)
- Michael al-Ghaziri (?-1697)
- Semaan Boutros Awwad (it) (Simone Evodio) † (27 janvier 1716-16 mars 1743 nommé patriarche d'Antioche)
- Michael al-Sayigh (1746-1755)
- Arsenio 'Abdoul-Ahad † (mentionné en août 1774)
- Youssef Boutros Tyan (it) † (6 aout 1786-1788 nommé vicaire patriarcal) [3]
- Germanos El Khazen (Germano Gazeno) † (1794-1806, décédé)
- Estefan I El-Khazen (Stefano Gazeno) † (2 avril 1806-31 décembre 1830, décédé)
- Youssef El Khazen (it) (Giuseppe Gazeno) † (6 avril 1830, consacré - 19 janvier 1846, confirmé patriarche d'Antioche)
- Estefan II El-Khazen (Stefano Gazeno) † (2 avril 1848-8 décembre 1868, décédé)
- Nomatallah Dahdah † (11 février 1872-?), décédé
- Paul Massad † (12 juin 1892-mars 1919, décédé)
- Béchara Richard Chémali † (9 mai 1920-24 décembre 1927, décédé)
- Jean Elie El-Hage † (29 avril 1928-30 novembre 1955, décédé)
- Abdallah Najm
- Michael Doumit (1960-?)
- Antoine Hamid Mourany † (5 juin 1989-10 mars 1999, démission)
- Raymond Eid † (5 juin 1999-25 septembre 2005, retiré)
- Samir Nassar, confirmé le 14 octobre 2006

## Statistiques
L'archiéparchie, fin 2016, comptait environ 15 000 baptisés. 
| année | population | population | population | prêtres | prêtres   | prêtres   | prêtres             | diacres | religieux | religieux | paroisses |
| année | baptisés   | total      | %          | nombre  | séculiers | réguliers | baptisés par prêtre | diacres | moines    | moniales  | paroisses |
| ----- | ---------- | ---------- | ---------- | ------- | --------- | --------- | ------------------- | ------- | --------- | --------- | --------- |
| 1950  | 30 000     | ?          | ?          | 66      | 48        | 18        | 454                 |         | 70        | 67        | 54        |
| 1980  | 4 800      | ?          | ?          | 1       | 1         |           | 4 800               |         |           |           | 1         |
| 1990  | 8 000      | ?          | ?          | 5       | 2         | 3         | 1 600               |         | 3         | 5         | 2         |
| 1999  | 8 000      | ?          | ?          | 2       | 2         |           | 4 000               |         |           | 2         | 1         |
| 2001  | 8 000      | ?          | ?          | 1       | 1         |           | 8 000               |         |           | 2         | 1         |
| 2002  | 12 000     | ?          | ?          | 1       | 1         |           | 12 000              |         |           |           | 1         |
| 2003  | 12 000     | ?          | ?          | 1       | 1         |           | 12 000              |         |           |           | 1         |
| 2004  | 12 000     | ?          | ?          | 1       | 1         |           | 12 000              |         |           |           | 6         |
| 2006  | 12 000     | ?          | ?          | 4       | 4         |           | 3 000               |         |           |           | 6         |
| 2009  | 16 000     | ?          | ?          | 5       | 5         |           | 3 200               |         | 16        | 175       | 3         |
| 2013  | 20 300     | ?          | ?          | 8       | 4         | 4         | 2 537               |         | 20        | 138       | 8         |
| 2016  | 15 000     | ?          | ?          | 25      | 4         | 21        | 600                 |         | 37        | 144       | 9         |